# Stonegard
Stonegard war eine norwegische Metal-Band aus Oslo, die im Jahr 1997 gegründet wurde und sich 2009 auflöste.

## Geschichte
Die Band wurde im Jahr 1997 an der Tråndertun Internatsschule von dem Gitarristen und Sänger Torgrim Torve, dem Gitarristen Ronny Flissundet sowie den Brüdern Håvard (Bass) und Erlend Gjerde (Schlagzeug) gegründet. Im Jahr 2002 erschien die EP Hard, Fast & Furious bei Katapult Music, worauf Torve noch das Pseudonym Grimm trug, der Gitarrist Flissundet den Namen Sullivan hatte, Håvard Gjerde Håv hieß und Erlend Gjerde in Gorg umbenannt wurde. Über Bells Go Clang erschien im Januar 2005 das Debütalbum Arrows. Durch die Internetplattform NRK Urørt und ihrer darauf eingerichteten Seite konnte die Gruppe ihre Bekanntheit steigern, was dazu führte, dass bei Candlelight Records das Debütalbum 2006 wiederveröffentlicht wurde. Als Produzent war Daniel Bergstrand tätig. Etwa ein Jahr nach der Erstveröffentlichung gründeten Fans zudem den Club Skull Army. 2006 erschien bereits das zweite Album From Dusk Till Doom, das Platz 14 der norwegischen Albumcharts erreichte. Mittlerweile wurden die Musikvideos der Band auch im TV ausgestrahlt. Zudem spielte sie als Vorgruppe für Bands wie Korn, Black Sabbath, Slipknot, Motörhead und System of a Down. Im Mai 2007 ging es zudem zusammen mit Hatesphere auf Tour durch Norwegen und Dänemark. Nachdem die Bass- und Gitarrenspuren des zweiten Albums von Daniel Bergstrand neu aufgenommen worden waren und das Album von Ted Jensen gemastert und von Stamos Koliousis und Vangelis Labrakis neu abgemischt worden war, wurde das Album mit neuem Cover bei Indie Recordings außerhalb Norwegens in Europa im September 2008 wiederveröffentlicht. Als Bonus sind zudem Musikvideos und bisher unveröffentlichtes Tonmaterial enthalten. Im selben Monat folgten mit Audrey Horne ein paar Auftritte, ehe im November eine Europatour zusammen mit Enslaved und Kraków folgte. Mitte Oktober gab die Band ihre Auflösung bekannt. Ihre letzten Auftritte hielt die Gruppe am 16. und 17. Januar 2009 zusammen mit Sahg und Benea Reach ab. Die Auftritte wurden für eine DVD gefilmt.

## Stil
Laut laut.de hatte sich die Band anfangs noch traditionellem Heavy Metal gewidmet. From Dusk Till Doom biete alles „[v]on rasenden Geschwindigkeiten im Bereich des Black Metals bis hin zu zähen Doom Songs“. Laut Alex Henderson von Allmusic spielt die Band auf Arrows Alternative Metal, mit Einflüssen aus Doom Metal, Stoner Rock, Thrash Metal und Metal der 1970er Jahre. Im Speziellen seien Einflüsse von Bands wie Black Sabbath zu Zeiten von Ozzy Osbourne, Orange Goblin, Alice in Chains, Nirvana und Uriah Heep von 1970 bis 2009 zu hören. Die Lieder seien jedoch kaum einprägsam. Laut Marc Halupczok vom Metal Hammer kombiniere Stonegard auf From Dusk Till Doom Einflüsse aus Post-Grunge im Stil von Audrey Horne, Doom-Metal-Riffs und Black-Metal-Passagen. Torve mache dabei jedes noch so chaotische Stück durch seinen Gesang melodisch.

## Diskografie
- 2002: Hard, Fast & Furious (EP, Katapult Music)
- 2005: Arrows (Album, Bells Go Clang)
- 2006: From Dusk Till Doom (Album, Bells Go Clang)